# Inga tomentosa
Inga tomentosa är en ärtväxtart som beskrevs av George Bentham. Inga tomentosa ingår i släktet Inga och familjen ärtväxter. Inga underarter finns listade i Catalogue of Life.